# Gitaroo Man
Gitaroo Man (ギタルマン) est un jeu de rythme sorti en 2001 sur la PlayStation 2 de Sony, développé par iNiS et édité par Koei. Un remake de ce jeu a été effectué en 2006 sur PSP, sous le nom de Gitaroo Man Lives !.

## Système de jeu
Le jeu propose au joueur des combats opposant le héros avec des créatures mystérieuses, tout comme un jeu de combat traditionnel, chaque personnage dispose d'une barre de vie diminuant à chaque coup encaissé ou augmentant après certains enchainements. Les affrontements se déroulent en deux étapes, les temps de charge où le joueur doit avec un curseur suivre une courbe et appuyer sur le bouton au bon moment afin de produire une mélodie mais aussi dans le but d'augmenter sa barre de vie et les temps de bataille (Battle). Ces temps consistent à réaliser des enchainements, les symboles représentant les touches de la manette apparaissent, le joueur doit appuyer sur le bouton correspondant au moment où le symbole se place au centre de l'écran. En fin de combat, le joueur doit faire face à un "bouquet final" plus difficile à appréhender que le reste du niveau.